# Saladelos hobsoni
Saladelos hobsoni är en snäckart som först beskrevs av Brazier 1876.  Saladelos hobsoni ingår i släktet Saladelos och familjen Rhytididae. Inga underarter finns listade i Catalogue of Life.